# 第44回全日本大学サッカー選手権大会
第44回全日本大学サッカー選手権大会は1995年11月18日から11月23日にかけて開催された全日本大学サッカー選手権大会である。駒澤大学が初優勝を果たした。

## 概要
9地域の代表15校と総理大臣杯全日本大学サッカートーナメント優勝校が参加した。

### 大会日程
- 1995年11月18日 - 1回戦
- 1995年11月19日 - 準々決勝
- 1995年11月21日 - 準決勝
- 1995年11月23日 - 決勝

### 開催競技場
- 国立競技場（決勝）
- 西が丘サッカー場（準々決勝・準決勝）
- 成田市陸上競技場（1回戦・準々決勝）
- 町田市立陸上競技場（1回戦）
- 駒沢競技場（1回戦）
- 江戸川区陸上競技場（1回戦）

## 出場大学
- 駒澤大学（総理大臣杯優勝・2年連続2回目）
- 札幌大学（北海道代表・8年連続26回目）
- 岩手大学（東北代表・3年ぶり3回目）
- 国士舘大学（関東第1代表・3年ぶり11回目）
- 筑波大学（関東第2代表・5年連続22回目）
- 早稲田大学（関東第3代表・6年連続24回目）
- 中央大学（関東第5代表・4年連続18回目）
- 金沢大学（北信越代表・3年ぶり19回目）
- 静岡大学（東海代表・8年ぶり2回目）
- 同志社大学（関西第1代表・3年連続14回目）
- 阪南大学（関西第2代表・2年連続2回目）
- 大阪体育大学（関西第3代表・3年ぶり13回目）
- 広島大学（中国代表・3年連続10回目）
- 高知大学（四国代表・2年連続11回目）
- 鹿屋体育大学（九州第1代表・6年連続7回目）
- 福岡大学（九州第2代表・4年連続22回目）

## 試合日程・結果

### 1回戦
| 1995年11月18日 |

| 国士舘大学     | 3 - 1 | 静岡大学 |
| 浦田2 , · 金沢 |       | 大久保幸 |

| 町田市立陸上競技場 |

| 1995年11月18日 |

| 福岡大学 | 1 - 2 | 駒澤大学    |
| 大久保   |       | 斉藤 · 渡辺 |

| 駒沢競技場 |

| 1995年11月18日 |

| 広島大学 | 1 - 2 | 札幌大学 |
| 笠原     |       | 林2 ,    |

| 成田市陸上競技場 |

| 1995年11月18日 |

| 中央大学 | 1 - 2 延長 | 同志社大学  |
| 斉藤佑   |            | 川勝 · 林田 |

| 成田市陸上競技場 |

| 1995年11月18日 |

| 早稲田大学 | 1 - 0 | 大阪体育大学 |
| 渡辺光     |       |              |

| 江戸川区陸上競技場 |

| 1995年11月18日 |

| 阪南大学                  | 4 - 3 | 高知大学 |
| 桜井 · 加藤 · 石丸 · 西村 |       | 細川2 ,  |

| 江戸川区陸上競技場 |

| 1995年11月18日 |

| 鹿屋体育大学             | 5 - 1 | 金沢大学 |
| 剣持2 , · 仁礼2 , · 中野 |       | 新木     |

| 町田市立陸上競技場 |

| 1995年11月18日 |

| 岩手大学 | 1 - 4 | 筑波大学                  |
| 岩渕     |       | 笠原 · 若井 · 上野 · 佐藤 |

| 駒沢競技場 |

### 準々決勝
| 1995年11月19日 |

| 国士舘大学 | 0 - 1 | 駒澤大学    |
|            |       | 斉藤 後23分 |

| 西が丘サッカー場 |

| 1995年11月19日 |

| 札幌大学 | 0 - 4 | 同志社大学            |
|          |       | 川勝 · 今渕2 , · 望月 |

| 成田市陸上競技場 |

| 1995年11月19日 |

| 早稲田大学           | 3 - 0 | 阪南大学 |
| 斉藤 · 渡辺光 · 兼村 |       |          |

| 成田市陸上競技場 |

| 1995年11月19日 |

| 鹿屋体育大学 | 1 - 2 | 筑波大学    |
| 仁礼         |       | 上野 · 興津 |

| 西が丘サッカー場 |

### 準決勝
| 1995年11月21日 |

| 駒澤大学         | 2 - 1 | 同志社大学 |
| 栗原 (PK) · 松川 |       | 川勝       |

| 西が丘サッカー場 |

| 1995年11月21日 |

| 早稲田大学 | 1 - 2 | 筑波大学           |
| 渡辺光     |       | 若井 後23分 · 若井 |

| 西が丘サッカー場 |

### 決勝
| 1995年11月23日 |

| 駒澤大学              | 3 - 2 | 筑波大学 |
| 栗原2 , · 盛田 後12分 |       | 若井2 ,  |

| 国立競技場 |

## 最終結果
| 第44回全日本大学サッカー選手権大会 優勝チーム |
| --------------------------------------------- |
| 駒澤大学 初                                   |

### 表彰

#### 最優秀選手賞
- 栗原圭介（駒澤大学）

#### 優秀選手賞
- ベストGK: 安藤智安（駒澤大学）
- ベストDF: 山田卓也（駒澤大学）
- ベストMF: 興津大三（筑波大学）
- ベストFW: 若井研治（筑波大学）

## 主な出場選手
- 鳴尾直軌（岩手大学）
- 佐藤尽（国士舘大学）
- 今野章（国士舘大学）
- 金沢浄（国士舘大学）
- 大柴健二（国士舘大学）
- 鏑木豪（国士舘大学）
- 西ヶ谷隆之（筑波大学）
- 興津大三（筑波大学）
- 望月重良（筑波大学）
- 上野優作（筑波大学）
- 若井研治（筑波大学）
- 佐藤一樹（筑波大学）
- 斉藤俊秀（早稲田大学）
- 外池大亮（早稲田大学）
- 友近聡朗（早稲田大学）
- 渡辺光輝（早稲田大学）
- 安藤智安（駒澤大学）
- 山田卓也（駒澤大学）
- 米山篤志（駒澤大学）
- 三上和良（駒澤大学）
- 栗原圭介（駒澤大学）
- 新條宏喜（中央大学）
- 持山宜丈（阪南大学）
- 石丸清隆（阪南大学）
- 金晃正（阪南大学）
- 川勝博康（同志社大学）